# Piazza della Meridiana
Piazza della Meridiana è una piazza del centro storico di Genova che funge da collegamento fra Via Garibaldi (Strada Nuova) e Via Cairoli (Strada Nuovissima).
Su di essa affacciano il Palazzo Gerolamo Grimaldi a nord ed il Palazzo Gio Carlo Brignole a sud.

## Storia
Quando venne realizzata la "Strada Nuova", completata nel 1588, essa aveva accesso solo da piazza delle Fontane Marose perché dal lato opposto era chiusa da giardini privati..
Solo due secoli dopo, nel 1786, con l'apertura della "Strada Nuovissima", l'attuale via Cairoli, continuazione a ponente della "Strada Nuova", grazie ad un accordo fra i proprietari dei due palazzi le due strade furono raccordate dalla piazza della Meridiana, che prende il nome dall'orologio solare dipinto sulla facciata settecentesca del cinquecentesco palazzo Gerolamo Grimaldi, detto appunto "della Meridiana".